# Suspense (film, 1913)
Pour les articles homonymes, voir Suspense (homonymie).
Pour plus de détails, voir Fiche technique et Distribution.
Suspense est un film muet américain réalisé par Phillips Smalley et Lois Weber, sorti en 1913. Il met en scène le premier split-screen de l'histoire du cinéma.

## Synopsis
Lorsque sa femme de chambre part sans avertir, une jeune femme se retrouve seule avec son bébé, dans sa maison isolée. Un vagabond voit la femme seule dans la maison et tente d'entrer. La femme, entendant du bruit, essaye d'appeler son mari, mais la conversation est interrompue, le vagabond ayant coupé la ligne téléphonique [..]

## Fiche technique
- Titre : Suspense
- Réalisation : Phillips Smalley, Lois Weber
- Scénario : Lois Weber
- Société de production : Rex Motion Picture Company
- Société de distribution : Universal Film Manufacturing Company (États-Unis)
- Genre : Drame, horreur et thriller
- Durée : 10 minutes
- Date de sortie : 
  - États-Unis : 6 juillet 1913

## Distribution
- Lois Weber : La femme
- Val Paul : le mari
- Douglas Gerrard : le poursuivant
- Sam Kaufman : le vagabond
- Lon Chaney : un clochard (figuration)[2]

## Autour du film
- Le film montre un exemple précoce de plan en plongée. Autre plan original : la poursuite entre autos peut être suivie à travers le rétroviseur de la première.